# فرانك بانس
فرانك بانس (بالإنجليزية: Frank Bunce)‏ هو لاعب اتحاد الرغبي نيوزيلندي، ولد في 4 فبراير 1962 في أوكلاند في نيوزيلندا.

## وصلات خارجية
- فرانك بانس على موقع دوري الرغبي الممتاز (الإنجليزية)
- فرانك بانس عل موقع إسبنسكروم (الإنجليزية)
- فرانك بانس على موقع ItsRugby.co.uk (الإنجليزية)